# Слобода
Слобода́, слобідка, свобода — у Східній Європі XVI—XVIII століття різновид поселення-колонії. У домодерній Україні — козацька колонія або новозасноване поселення з власним самоврядуванням, мешканців якого власник (держава, церква і магнати) звільняв на деякий час (зазвичай 15—25 років) від виконання повинностей (оплати чиншів тощо). Ці пільги надавалися власниками маєтків, щоб притягнути селян з інших місцевостей. По закінченні терміну пільг поселенці втрачали свою незалежність, хоч інколи користувалися ще деякими полегшеннями. Найбільше слобід постало у першій половині XVII ст. на Право- й Лівобережжі, а в 1630—1640-х pp. на околицях Московського царства, де було створено сотні слобід, до яких переселялися селяни з Лівобережної і Правобережної України (дивись Слобідська Україна).
Залюднення слобід почалося відразу після Люблінської унії, а перші терміни слобід закінчувалися в 1580-х pp., і встановлення повинностей викликало обурення серед людей, які вже звикли до волі й неохоче приймали панщину, навіть тоді, коли вона була менш важка, ніж та, що була колись вдома. 1618 р., коли закінчилися пільгові роки в латифундіях князів Вишневецьких на Лівобережній Україні, майже половина селян подалася за кордон — до т. зв. «Дикого поля».
Слободами називали і на початку XX ст. на Центральній і Східній землях інколи більші села, а також промислові і фабричні поселення, які не мали титулу міст чи містечок. Назву «Слобода» і «слобідка» зберігає в Україні близько 100 населених пунктів, зазвичай із додаванням прикметника, що означає більше поселення, на території якого ця слобода колись виникла, наприклад, на східному Поділлі: Шаргород і Шаргородська Слобода, Красилів і Красилівська Слобідка та інші.
Слободами називалися нові поселення.
Натхненником та організатором був т.з. осадчий — перший поселенець, засновник населеного пункту, організатор переселення людей у новозасновану слободу.
У Польщі подібні поселення називалися волями, як наприклад Воля-Баранецька що у Львівській області, у чеських землях мали назву лгота.